# コンジェニック系統
コンジェニック系統（英：Congenic strain）または類遺伝子系統とは、実験動物の系統の種類の1つで、ドナーとなる系統の或る遺伝子領域を残しながら、その他の遺伝情報をレシピエントとなる系統と同一に（あるいは同一にみなせるように）交配・選択して得られた系統である。コンジェニック系統の実験動物は特定の遺伝子の働きを厳密に比較し調べるのに適している。

## 作成法
コンジェニック系統ではドナー系統の残したい遺伝領域（ドナーアレル；ドナーの対立遺伝子）以外はレシピエントの遺伝情報（遺伝的背景と呼ばれる）と同じにしたいので、レシピエントとドナーを交配させて生まれてきた子どものうち、遺伝子マーカーや表現型を指標にして目的の遺伝情報を持つ子どもを再びレシピエント系統に戻し交配させる。そして、生まれた子どもをさらに同じようにして戻し交配させるという作業を繰り返し行うことによってコンジェニック系統が得られる。

## 命名法
コンジェニック系統の命名の方法としては、原則「(レシピエント系統)(ピリオド)(ドナー系統)(ハイフン)(ドナー由来の対立遺伝子＜イタリック体＞)」という形である。
例：LEW.BN-RT1n　　ドナーBNのRT1nをレシピエントLEWに導入
ドナーが近交系でない場合や複雑な場合はコンジェニックであることを表すために記号としてCgを用いる。

## コンジェニック系統を用いた実験
コンジェニック系統を用いた実験の例として、マウスのH-2抗原遺伝子（MHC）を発見したジョージ・スネルの研究がある。彼は2つの近交系マウス（ドナーとレシピエント）からドナー系統と遺伝子がほとんど同じだがドナーからの移植に対して拒絶反応を示すコンジェニックマウスを作製した。そしてそのマウスを解析して移植の際の拒絶反応を本質的に決める遺伝子をマウスの第17染色体に見つけ、H-2抗原と名付けた。この功績によりスネルは1980年にノーベル生理学・医学賞を受賞した。

このようにコンジェニック系統は、ドナー系統と比較することにより同一の遺伝的背景における特定遺伝子の効果を調べられる一方で、レシピエント系統と比較することにより異なる遺伝的背景での遺伝子の効果を調べることもできる。